# Streptocarpus umtaliensis
Streptocarpus umtaliensis är en tvåhjärtbladig växtart som beskrevs av Brian Laurence Burtt. Streptocarpus umtaliensis ingår i släktet Streptocarpus och familjen Gesneriaceae. Inga underarter finns listade i Catalogue of Life.